# Sticky & Sweet Tour (Album)
Sticky & Sweet Tour ist das dritte Livealbum der US-amerikanischen Sängerin Madonna und erschien in Deutschland am 26. März 2010 und in den USA am 6. April 2010. Die gleichnamige Tournee Sticky & Sweet Tour besuchten 3,5 Millionen Zuschauer in 32 Ländern.

## Entstehung und Inhalt
Die Aufnahmen wurden im Dezember 2008 im argentinischen Buenos Aires erstellt. An insgesamt vier Tagen präsentierte Madonna dort vor 256.000 Zuschauern das Programm ihrer Welttournee. Diese diente in erster Linie der Promotion des Albums Hard Candy. Die Aufzeichnung enthält Hits aus allen Abschnitten von Madonnas über 25-jähriger Karriere, von aktuellen Hits wie 4 Minutes über Hung Up und Ray of Light bis hin zu Klassikern wie Like a Prayer. Die Darbietung der Evita-Hymne Don’t Cry for Me Argentina stieß auf besonders große Resonanz der argentinischen Zuschauer.
Zusätzlich zum Konzert-Mitschnitt enthält die DVD etwa 30 Minuten exklusives Bildmaterial, das während der Tour hinter der Bühne gedreht wurde.

## Titellisten

### CD
1. Candy Shop
2. Beat Goes On
3. Human Nature
4. Vogue
5. She’s Not Me
6. Music
7. Devil Wouldn’t Recognize You
8. Spanish Lesson
9. La Isla Bonita
10. You Must Love Me
11. Get Stupid
12. Like a Prayer
13. Give It 2 Me

### DVD / Blu-Ray
1. The Sweet Machine
2. Candy Shop
3. Beat Goes On
4. Human Nature
5. Vogue
6. Die Another Day
7. Into the Groove
8. Heartbeat
9. Borderline
10. She’s Not Me
11. Music
12. Rain
13. Devil Wouldn’t Recognize You
14. Spanish Lesson
15. Miles Away
16. La Isla Bonita
17. Doli Doli
18. You Must Love Me
19. Don’t Cry for Me Argentina
20. Get Stupid
21. 4 Minutes
22. Like a Prayer
23. Ray of Light
24. Like a Virgin
25. Hung Up
26. Give It 2 Me

## Kritiken
- laut.de bemängelt, dass die Musik dem Zuhörer „so gut wie nichts Neues“ bringe, und lobt, dass die Konzerte wie „moderne Clubevents auf hohem Niveau“ sind.[1]
- Jon Pareles from The New York Times verglich das Konzert mit Aerobic und sagte, dass das Konzert mehr wie ein Workout als erotisch aussah.[2] Isabel Albiston vom The Daily Telegraph verglich die Tour mit der Confessions Tour im Jahr 2006 und sagte, dass „zwei Jahre später ihr Biceps nicht kleiner geworden sind und ihr Outfits nicht weniger schlüpfrig“[3]